# Ramón Manulat
Ramón Manulat est un ancien joueur philippin de basket-ball.

## Palmarès
- 3e du championnat du monde 1954
- Vainqueur des Jeux asiatiques de 1954